# Rue Crampel (Nancy)
Pour les articles homonymes, voir Rue Crampel.
La rue Crampel est une voie de la commune de Nancy, dans le département de Meurthe-et-Moselle, en région Lorraine (Grand Est).

## Situation et accès
Située dans le quartier de Charles III - Centre-Ville, la voie est au centre du ban communal de Nancy. Elle relie la rue Piroux et l'avenue Foch.
Avant les travaux de 2013, elle prolongeait la rue Piroux en passant devant le parvis de la gare. Elle permet maintenant de sortir du parking souterrain situé sous la Place Simone-Veil pour la direction des quartiers sud et ouest de Nancy.

## Origine du nom
Son nom vient de l'explorateur français de l'Afrique centrale Paul Crampel (1864-1891), né à Nancy où il fait des études de lettres. Secrétaire de Brazza, il devient lui même explorateur. Tombé dans une embuscade, il est blessé en 1889 près de Libreville. Mort à Dar Kouti le 9 avril 1891, il était chargé de l'exploration des confins Gabon-Cameroun et adhéra au projet de conquête du Tchad.

## Historique
La rue Crampel, comme la rue Piroux, fait à l'origine partie du domaine de la gare. Elles sont aménagées toutes les deux en même temps que la construction, vers 1850, de celle-ci et classées et dénommées en voie urbaine en 1892.

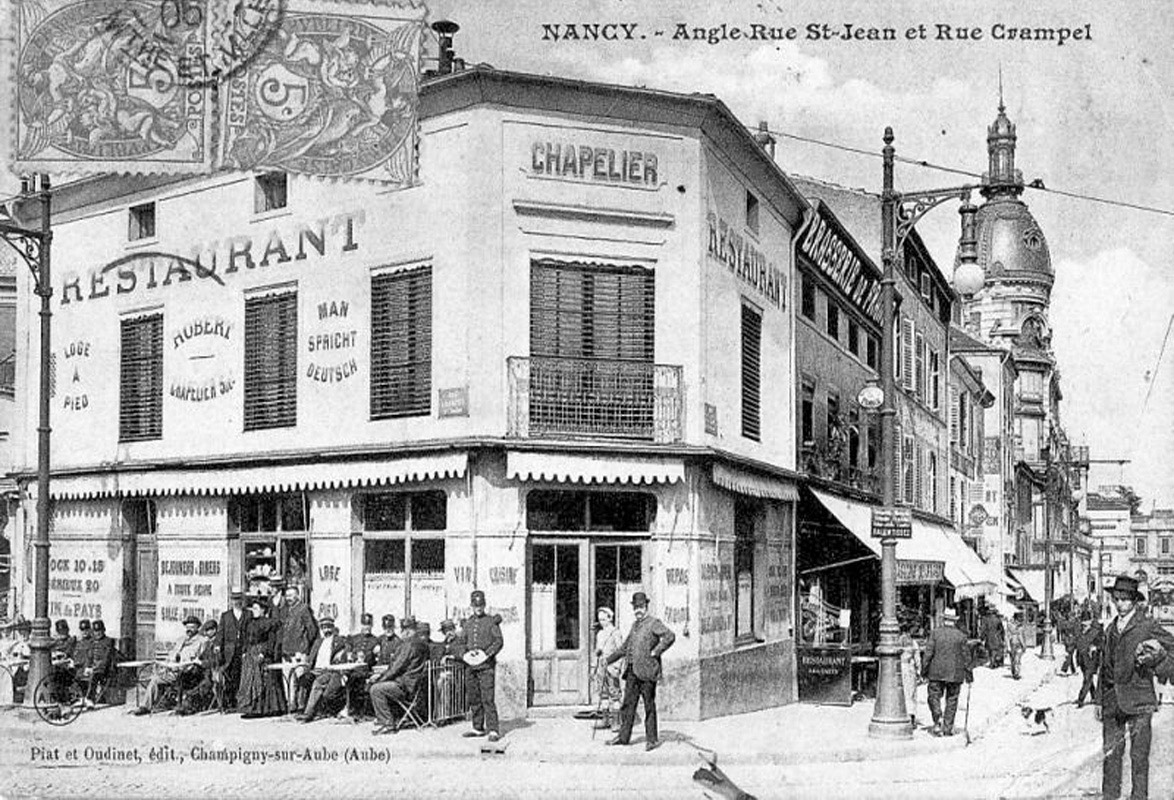
Angle de la rue Crampel et de la rue Saint-Jean (avant 1900).

## Bâtiments remarquables et lieux de mémoire
- Gare de Nancy-Ville dont le bâtiment est conçu par l'architecte Charles-François Chatelain et l'ingénieur Jacquiné, mise en service en 1856, a eu de nombreux rajeunissements.